# Austen Kark
Austen Kark CBE (* 20. Oktober 1926 in London; † 10. Mai 2002 in Potters Bar) war ein britischer Journalist und der Geschäftsführer des BBC World Service. Er war zusammen mit Gerard Mansell und John Tusa einer von drei früheren Inhabern dieses Postens, die den Plänen von John Birt entgegentraten, diesen Service in die BBC zu integrieren. Nachdem Birt 1992 Intendant der BBC wurde, plante er den unabhängigen Status des Service im Bush House im Zentrum Londons zu beenden, und ihn vom Rest des Unternehmens schlucken zu lassen.

## Leben
Kark führte ein buntes Leben vor seiner Amtszeit bei der BBC. Er war der Sohn eines Londoner Majors der Armee, der ein Verleger wurde. Er besuchte das Upper Canada College in Toronto, das Nautical College in Pangbourne, das Britannia Royal Naval College in Dartmouth und das Magdalen College in Oxford. 1944 wurde er ein Seekadett der Royal Navy, und diente zwei Jahre bei der ostindischen Flotte, an Bord der Nelson und London.
1948 leitete Kark in Oxford die erste Produktion von Jean-Paul Sartres Theaterstück Die Fliegen. Er schloss sich später dem Magazingeschäft seiner Familie an, Norman Kark Publications. Eines der Magazine des Unternehmens war das Hochglanzliteraturmagazin Courier. Kark heiratete 1949 Margaret Schmahmann und hatte mit ihr zwei Töchter. Das Ehepaar ließ sich 1954 scheiden. Im selben Jahr heiratete Kark Nina Bawden und wurde Stiefvater ihrer beiden Söhne. Zusammen hatten sie eine Tochter. 1954 wurde er BBC-Reporter und 1964 Leiter des südeuropäischen Service im Bush House. Seine Erfahrungen in Südeuropa beförderten sein Interesse an der Region, besonders Griechenland; später schrieb er Reiseführer über dieses Land.
Kark zog 1972 nach Osteuropa und war beim russischen Service tätig. Im folgenden Jahr wurde er Editor des World Service. 1979 beriet er den letzten Gouverneur von Rhodesien, Lord Soames, bei der Ausstrahlung der Wahl in diesem Land.
Kark wurde 1974 Controller des Ingenieurservices. 1980 stand er dem Harare Regierungsbericht über Radio und Fernsehen in Simbabwe unter Robert Mugabe vor. 1981 begann er eine Zwei-Jahres-Amtszeit als stellvertretender Geschäftsführer des External Broadcasting. Er wurde im Jahr 1984 zum Geschäftsführer befördert, genau 30 Jahre, nachdem er bei der BBC angefangen hatte.
Kark war der Mittelsmann einer anderen großen BBC Kontroverse – dem Start des BBC World Fernsehservice, um sein Radiogegenstück zu komplettieren. Die Idee wurde zuerst von Karks Vorgänger, Douglas Muggeridge – dem Neffen des Rundfunksprechers Malcolm Muggeridge – zur Diskussion gestellt. Kark ging 1986 in den Ruhestand.
Kark war ein Mann mit vielen Interessen, speziell, wenn es um Südeuropa und den Commonwealth ging. Er wurde ein Beauftragter der Commonwealth Journalists’ Association im Jahr 1993. Im Ruhestand schrieb er 1994 Attic In Greece und 1999 The Forwarding Agent, einen Spionagethriller, der im Nahen Osten spielte und vom Krimiautor P. D. James, einem alten Freund, gepriesen wurde. Die meisten seiner Bücher wurde in seinem Haus in Nauplion, einer kleinen Stadt in der Peloponnes, geschrieben, wo er und seine Frau, die Romanautorin Nina Bawden, die meiste Zeit verbrachten. In London lebte das Ehepaar in Islington, in einem Haus, dessen Rückseite dem Grand Union Canal zugewandt war. Seine Hobbys umfassten real tennis, die Ursprungsform des Tennis, Reisen und Mosaikkunde. Er war ein Mitglied des Oriental Club und MCC und wurde 1987 zum CBE (Commander of the Order of the British Empire) ernannt.
Austen Kark starb im Alter von 75 Jahren bei einem Eisenbahnunfall in Potters Bar, bei dem seine Frau, die Autorin Nina Bawden, schwer verletzt wurde.